# Pleiogynium timoriense

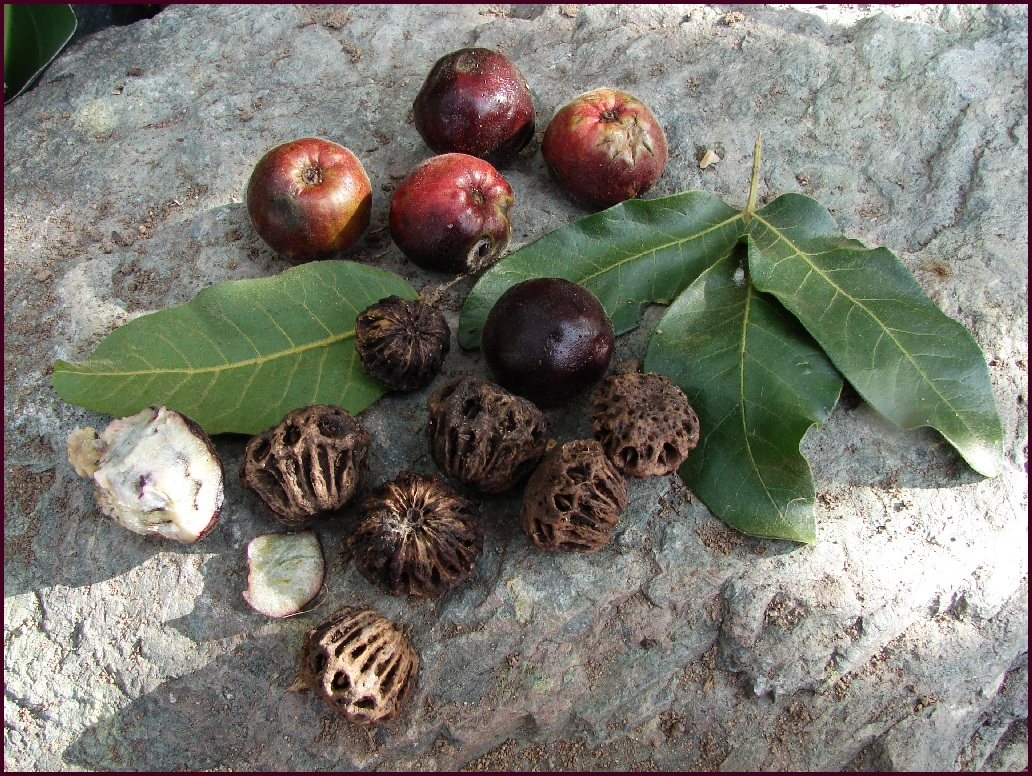
Früchte, Steinkerne und Blätter

Pleiogynium timoriense oder die Burdekinpflaume, ist ein Baum in der Familie der Sumachgewächse aus dem nordöstlichen Australien, Neuguinea und Polynesien, von den Salomonen bis nach Tonga und den Cookinseln.

## Beschreibung

### Vegetative Merkmale
Pleiogynium timoriense wächst als immergrüner Baum bis über 35 (50) Meter hoch. Der Stammdurchmesser erreicht etwa 75 Zentimeter oder mehr. Manchmal werden hohe Brettwurzeln gebildet. Die raue, rissige Borke ist braun bis gräulich und schuppig.
Die wechselständigen und gestielten Laubblätter sind unpaarig gefiedert mit bis etwa 11 Blättchen. Der Blattstiel ist bis 12 Zentimeter und die Rhachis bis 30 Zentimeter lang, beide sind leicht behaart bis kahl. Die kurz gestielten, ledrigen, meist kahlen, eiförmigen bis elliptischen oder verkehrt-eiförmigen Blättchen sind ganzrandig und rundspitzig bis spitz oder zugespitzt. Sie sind bis etwa 10–13 Zentimeter lang und bis 6 Zentimeter breit. Die Blättchenstiele sind bis 1 (4 beim Endblättchen) Zentimeter lang.

### Generative Merkmale
Pleiogynium timoriense ist zweihäusig diözisch. Es werden achselständige Rispen oder Trauben gebildet. Die männlichen Blütenstände sind bis 30 Zentimeter lang und vielblütig, die weiblichen sind viel kürzer und wenigblütig, selten sind sie bis etwa 15 Zentimeter lang, meistens aber einiges kürzer und nur bis 3,5 Zentimeter lang. Die kurz gestielten bis fast sitzenden, meist fünfzähligen, sehr kleinen und funktionell eingeschlechtlichen Blüten sind gelblich mit doppelter Blütenhülle. Der Kelch ist minimal mit rundlichen Lappen, die ausladenden Petalen sind bis 3,5 Millimeter lang. Bei den weiblichen Blüten ist ein oberständiger und mehrkammeriger (bis 12, 14), kahler Fruchtknoten mit kurzen, freien, ringförmig angeordneten sowie ausgebogenen, zungenförmigen Griffeln mit kleinen Narben und einige reduzierte Staminodien vorhanden. Die männlichen Blüten besitzen etwa 10 kurze Staubblätter in zwei Kreisen und einen reduzierten Pistillode. Es ist jeweils ein gekerbter, fleischiger und kahler Diskus vorhanden.
Es werden rötliche bis dunkel-violette oder schwärzliche, bis 4 Zentimeter große, mehrsamige (bis 12, 14), rundliche und teils etwas abgeflachte oder rippige, glatte, glänzende Steinfrüchte mit dünnem, weißlichem Fruchtfleisch (äußeres Mesokarp) und Narbenresten an der Spitze gebildet. Der große, mehrkammerige (bis 12, 14), mehr oder weniger skulptierte, grubige bis rippig-furchige und muffin-, ufoförmige, rundliche, rhombisch-pyramidale sowie holzige Steinkern (inneres Mesokarp) besitzt Keimdeckel (Operculum). Die länglichen, leicht sichelförmig gebogenen und schmalen Samen (im Endokarp) sind etwa 1 Zentimeter lang.

## Verwendung
Die leicht sauren etwas bitteren Früchte sind essbar und werden roh oder gekocht verwendet. Sie müssen meist noch nachreifen, die Aborigines vergruben dazu die Früchte einige Tage.
Auch die Samen sind essbar.
Die innere Rinde kann als Fischgift genutzt werden.
Das sehr schwere Holz ist von guter Qualität und wird für verschiedene Anwendungen genutzt.